# Romani Ite Domum

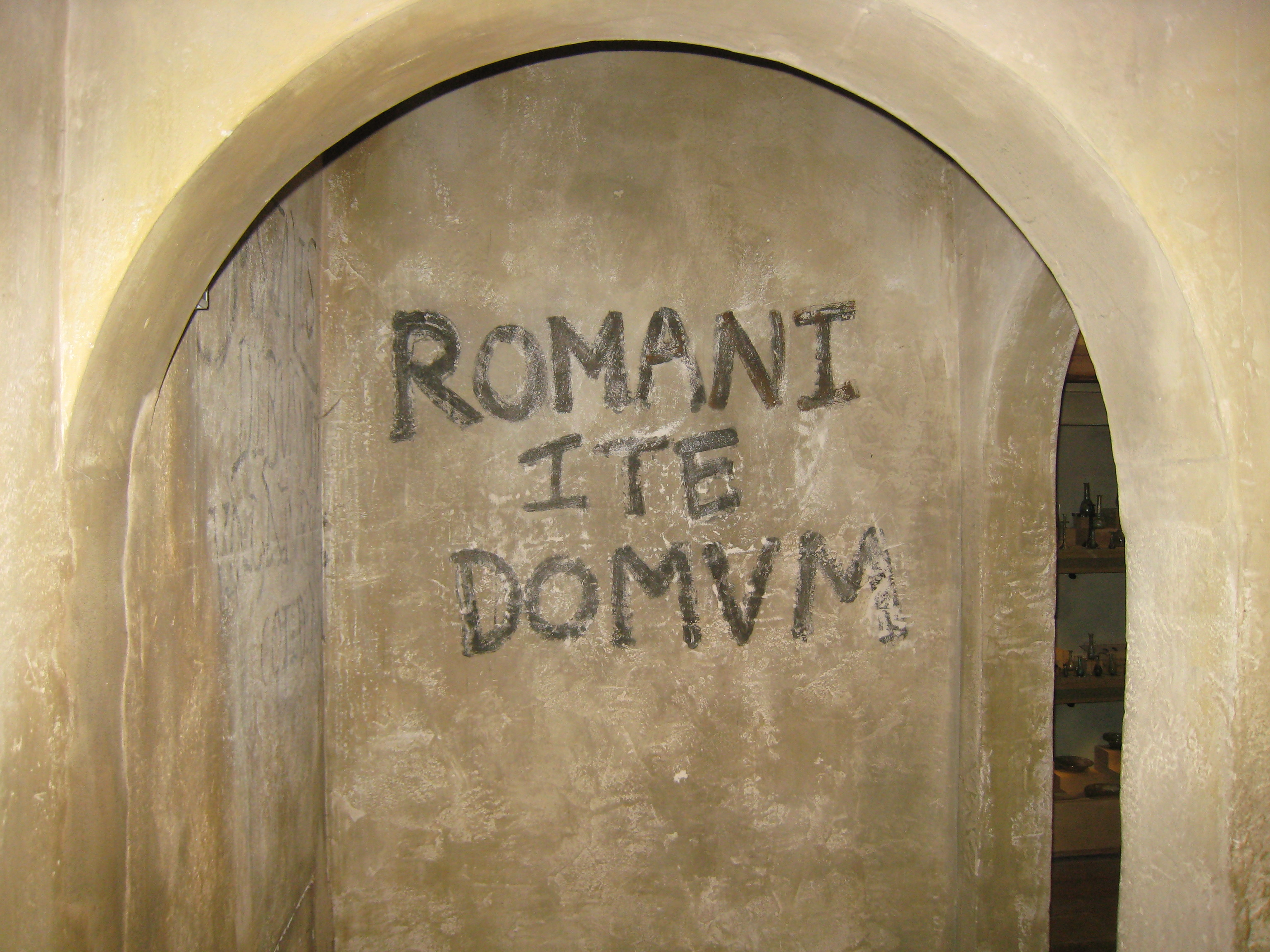
Напис у реконструкції римського поселення в Британії, Музей Халла и Іст-Райдинга.

«Romani ite domum» («Римляни йдіть додому») — неграмотно написана латинська фраза для графіті «Romanes eunt domus» із сцени фільму «Буття Браяна за Монті Пайтоном».